# Operation Headfirst
Operation Headfirst är hardcorebandet Refused andra demo, utgiven 1992. 1997 släpptes den på CD som del av materialet på skivan The Demo Compilation.

## Låtlista
1. "The New Deal"
2. "I Wish"
3. "Where Is Equality?"
4. "Who Died?"
5. "Burn"
6. "Racial Liberation"
7. "Hate Breeds Hate"